# Ernestas
Ernestas est un prénom masculin lituanien pouvant désigner :

## Prénom
- Ernestas Ežerskis (en) (né en 1987), joueur lituanien de basket-ball
- Ernestas Galvanauskas (1882-1967), homme d'État lituanien
- Ernestas Šetkus (né en 1985), joueur lituanien de football
- Ernestas Veliulis (en) (né en 1992), joueur lituanien de football